# .yt
.yt је највиши Интернет домен државних кодова (ccTLD) за Мајот.